# Світова група II Кубка Федерації 2007
Світова група II — змагання другого найвищого рівня в рамках Кубка Федерації 2007. Збірні, що перемогли в цих чотирьох матчах, потрапили до плей-оф Світової групи, а збірні, що зазнали поразки, мусили взяти участь у плей-оф Світової групи II.

## Словаччина — Чехія
| Словаччина SVK 0 | Sibamac Arena, Братислава (Словаччина) 21–22 квітня 2007 Червоний ґрунт (закритий) | Sibamac Arena, Братислава (Словаччина) 21–22 квітня 2007 Червоний ґрунт (закритий) | Чехія CZE 5 |      |     |         |
| \| \| \| \| 1 \| 2 \| 3 \| \| \| - \| ---------------- \| ----------------------------------------------------------------------- \| ---- \| ---- \| --- \| ------- \| \| 1 \| Словаччина Чехія \| Даніела Гантухова Луціє Шафарова \| 61 7 \| 6 4 \| 3 6 \| \| \| 2 \| Словаччина Чехія \| Домініка Цібулкова Ніколь Вайдішова \| 6 3 \| 4 6 \| 5 7 \| \| \| 3 \| Словаччина Чехія \| Даніела Гантухова Ніколь Вайдішова \| 2 6 \| 7 61 \| 3 6 \| \| \| 4 \| Словаччина Чехія \| Магдалена Рибарикова Барбора Стрицова \| 1 6 \| 1 2 \| \| знялася \| \| 5 \| Словаччина Чехія \| Жанетта Гусарова / Домініка Цібулкова Івета Бенешова / Барбора Стрицова \| 3 6 \| 3 6 \| \| \| |                                                                                    |                                                                                    |             |      |     |         |
| |                                                                                    |                                                                                    | 1           | 2    | 3   |         |
| 1 | Словаччина Чехія                                                                   | Даніела Гантухова Луціє Шафарова                                                   | 61 7        | 6 4  | 3 6 |         |
| 2 | Словаччина Чехія                                                                   | Домініка Цібулкова Ніколь Вайдішова                                                | 6 3         | 4 6  | 5 7 |         |
| 3 | Словаччина Чехія                                                                   | Даніела Гантухова Ніколь Вайдішова                                                 | 2 6         | 7 61 | 3 6 |         |
| 4 | Словаччина Чехія                                                                   | Магдалена Рибарикова Барбора Стрицова                                              | 1 6         | 1 2  |     | знялася |
| 5 | Словаччина Чехія                                                                   | Жанетта Гусарова / Домініка Цібулкова Івета Бенешова / Барбора Стрицова            | 3 6         | 3 6  |     |         |

## Німеччина — Хорватія
| Німеччина GER 4 | TV Fürth 1860 Tennis, Фюрт (Німеччина) 21–22 квітня 2007 Червоний ґрунт (відкритий) | TV Fürth 1860 Tennis, Фюрт (Німеччина) 21–22 квітня 2007 Червоний ґрунт (відкритий) | Хорватія CRO 1 |      |     |  |
| \| \| \| \| 1 \| 2 \| 3 \| \| \| - \| ------------------ \| ----------------------------------------------------------------- \| --- \| ---- \| --- \| \| \| 1 \| Німеччина Хорватія \| Сандра Клезель Єлена Костанич-Тошич \| 3 6 \| 1 6 \| \| \| \| 2 \| Німеччина Хорватія \| Анна-Лена Гренефельд Івана Лісяк \| 3 6 \| 6 3 \| 7 5 \| \| \| 3 \| Німеччина Хорватія \| Анна-Лена Гренефельд Єлена Костанич-Тошич \| 6 4 \| 6 3 \| \| \| \| 4 \| Німеччина Хорватія \| Татьяна Малек Івана Лісяк \| 6 2 \| 6 3 \| \| \| \| 5 \| Німеччина Хорватія \| Татьяна Малек / Андреа Петкович Єлена Костанич-Тошич / Саня Анчич \| 6 3 \| 67 9 \| 6 3 \| \| |                                                                                     |                                                                                     |                |      |     |  |
| |                                                                                     |                                                                                     | 1              | 2    | 3   |  |
| 1 | Німеччина Хорватія                                                                  | Сандра Клезель Єлена Костанич-Тошич                                                 | 3 6            | 1 6  |     |  |
| 2 | Німеччина Хорватія                                                                  | Анна-Лена Гренефельд Івана Лісяк                                                    | 3 6            | 6 3  | 7 5 |  |
| 3 | Німеччина Хорватія                                                                  | Анна-Лена Гренефельд Єлена Костанич-Тошич                                           | 6 4            | 6 3  |     |  |
| 4 | Німеччина Хорватія                                                                  | Татьяна Малек Івана Лісяк                                                           | 6 2            | 6 3  |     |  |
| 5 | Німеччина Хорватія                                                                  | Татьяна Малек / Андреа Петкович Єлена Костанич-Тошич / Саня Анчич                   | 6 3            | 67 9 | 6 3 |  |

## Канада — Ізраїль
| Канада CAN 2 | Kamloops Fieldhouse, Камлупс (Канада) 21–22 квітня 2007 Taraflex (закритий) | Kamloops Fieldhouse, Камлупс (Канада) 21–22 квітня 2007 Taraflex (закритий) | Ізраїль ISR 3 |     |     |  |
| \| \| \| \| 1 \| 2 \| 3 \| \| \| - \| -------------- \| ------------------------------------------------------------ \| --- \| --- \| --- \| \| \| 1 \| Канада Ізраїль \| Стефані Дюбуа Шахар Пеєр \| 4 6 \| 4 6 \| \| \| \| 2 \| Канада Ізраїль \| Александра Возняк Ципора Обзилер \| 4 6 \| 6 4 \| 4 6 \| \| \| 3 \| Канада Ізраїль \| Александра Возняк Шахар Пеєр \| 4 6 \| 0 6 \| \| \| \| 4 \| Канада Ізраїль \| Марі-Ев Пеллетьє Юлія Глушко \| 6 1 \| 6 1 \| \| \| \| 5 \| Канада Ізраїль \| Стефані Дюбуа / Марі-Ев Пеллетьє Шахар Пеєр / Ципора Обзилер \| 6 3 \| 4 6 \| 7 5 \| \| |                                                                             |                                                                             |               |     |     |  |
| |                                                                             |                                                                             | 1             | 2   | 3   |  |
| 1 | Канада Ізраїль                                                              | Стефані Дюбуа Шахар Пеєр                                                    | 4 6           | 4 6 |     |  |
| 2 | Канада Ізраїль                                                              | Александра Возняк Ципора Обзилер                                            | 4 6           | 6 4 | 4 6 |  |
| 3 | Канада Ізраїль                                                              | Александра Возняк Шахар Пеєр                                                | 4 6           | 0 6 |     |  |
| 4 | Канада Ізраїль                                                              | Марі-Ев Пеллетьє Юлія Глушко                                                | 6 1           | 6 1 |     |  |
| 5 | Канада Ізраїль                                                              | Стефані Дюбуа / Марі-Ев Пеллетьє Шахар Пеєр / Ципора Обзилер                | 6 3           | 4 6 | 7 5 |  |

## Австрія — Австралія
| Австрія AUT 4 | Messe Dornbirn, Дорнбірн (Австрія) 21–22 квітня 2007 Червоний ґрунт (закритий) | Messe Dornbirn, Дорнбірн (Австрія) 21–22 квітня 2007 Червоний ґрунт (закритий) | Австралія AUS 1 |     |   |  |
| \| \| \| \| 1 \| 2 \| 3 \| \| \| - \| ----------------- \| ---------------------------------------------------------------- \| --- \| --- \| - \| \| \| 1 \| Австрія Австралія \| Таміра Пашек Саманта Стосур \| 6 1 \| 6 1 \| \| \| \| 2 \| Австрія Австралія \| Сібіль Баммер Алісія Молік \| 7 5 \| 6 4 \| \| \| \| 3 \| Австрія Австралія \| Сібіль Баммер Саманта Стосур \| 6 3 \| 7 5 \| \| \| \| 4 \| Австрія Австралія \| Таміра Пашек Алісія Молік \| 6 4 \| 6 2 \| \| \| \| 5 \| Австрія Австралія \| Мелані Клаффнер / Івонн Мейсбургер Саманта Стосур / Ренне Стаббс \| 4 6 \| 3 6 \| \| \| |                                                                                |                                                                                |                 |     |   |  |
| |                                                                                |                                                                                | 1               | 2   | 3 |  |
| 1 | Австрія Австралія                                                              | Таміра Пашек Саманта Стосур                                                    | 6 1             | 6 1 |   |  |
| 2 | Австрія Австралія                                                              | Сібіль Баммер Алісія Молік                                                     | 7 5             | 6 4 |   |  |
| 3 | Австрія Австралія                                                              | Сібіль Баммер Саманта Стосур                                                   | 6 3             | 7 5 |   |  |
| 4 | Австрія Австралія                                                              | Таміра Пашек Алісія Молік                                                      | 6 4             | 6 2 |   |  |
| 5 | Австрія Австралія                                                              | Мелані Клаффнер / Івонн Мейсбургер Саманта Стосур / Ренне Стаббс               | 4 6             | 3 6 |   |  |